# Philip Wadler
Philip Wadler (né aux États-Unis le 8 avril 1956) est un informaticien américain connu pour ses contributions à la conception des langages de programmation et de la théorie des types.

## Biographie
Philip Wadler a contribué en particulier à la théorie de la programmation fonctionnelle (notamment ses liens avec  la logique qu'elle soit classique ou linéaire), à la conception du langage fonctionnel Haskell, et au langage déclaratif de requêtes XQuery. Il est professeur d'informatique théorique à la School of Informatics à l'université d'Édimbourg. C'est un orateur qui exprime avec force et enthousiasme ses convictions.
En 2006, Wadler travaille  à un nouveau langage fonctionnel, Links (en), conçu pour écrire des applications web.